# Sum của Mông Cổ
Sum (tiếng Mông Cổ: сум, nghĩa là mũi tên, đôi khi còn được viết là soum  từ tiếng Nga somon, hay có thể dịch thành huyện/quận/địa hạt) là đơn vị hành chính cấp hai của Mông Cổ. Toàn bộ 21 aimag (tỉnh) của Mông Cổ được chia thành 329 sum. Trung bình, mỗi sum có diện tích khoảng 4.200 km² và quản lý khoảng 5.000 cư dân, chủ yếu là những người du cư chăn nuôi gia súc.
Mỗi sum lại tiếp túc được chia thành bags (đôi khi được viết là baghs). Hầu hết các bags phụ thuộc hoàn toàn vào tự nhiên. Mục đích của cấp hành chính này là sắp xếp các gia đình du cư thành các nhóm, không có cư dân cố định.
Một cách chính thức và đôi khi trên các bản đồ, nhiều trung tâm sum mang một cái tên khác với sum. Tuy nhiên, trên thực tế các trung tâm của sum hầu như đều được đề cấp đến bằng tên của sum, nhiều khi tên chính thức của các trung tâm hành chính này còn không được cư dân địa phương biết đến.

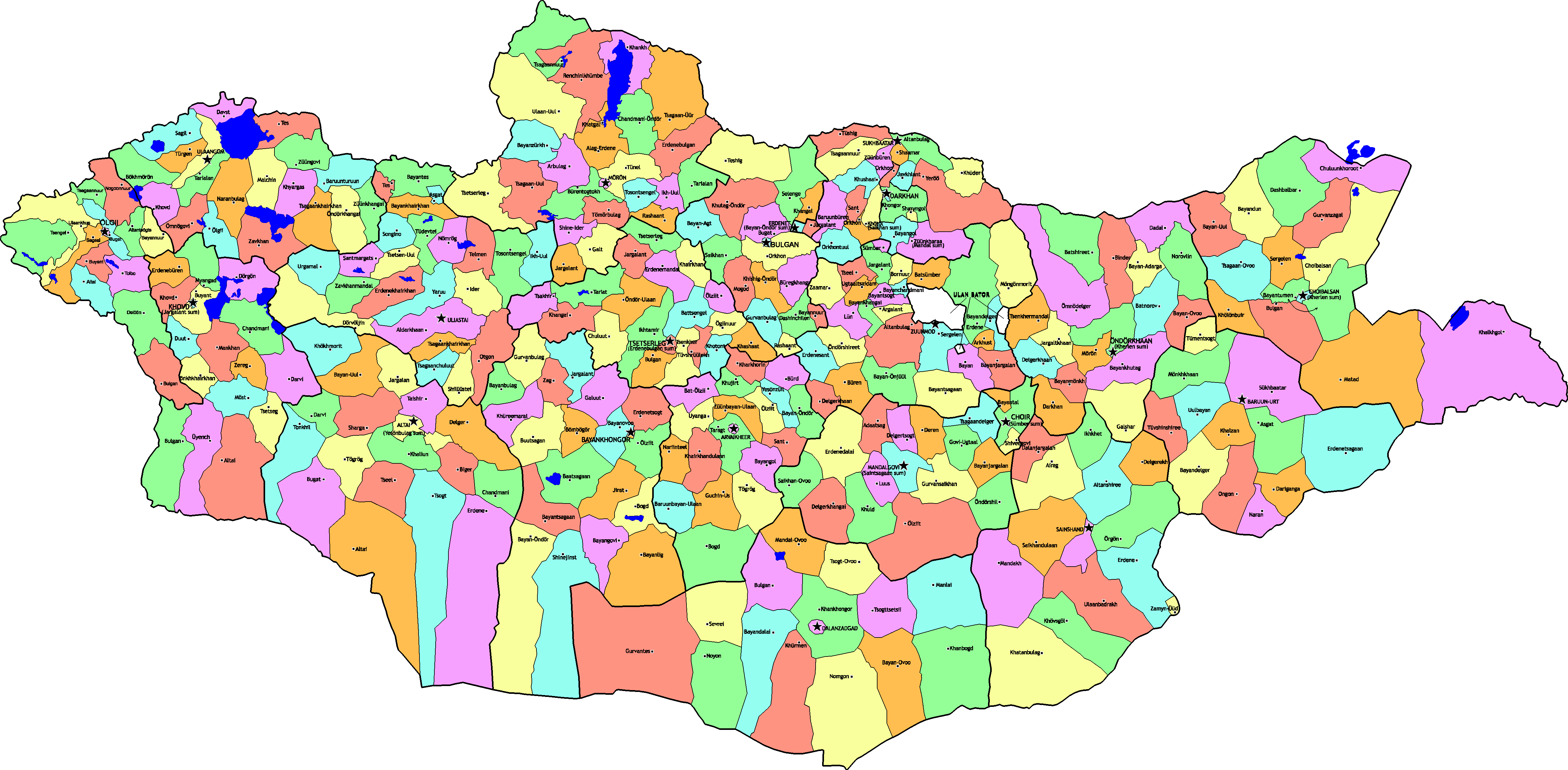
Bản đồ các sum của Mongolia